# Il barone rampante
Il barone rampante è un romanzo di Italo Calvino scritto nel 1957, secondo capitolo della trilogia araldica I nostri antenati, formata inoltre da Il visconte dimezzato (1952) e Il cavaliere inesistente (1959).
L'ispirazione per il protagonista del romanzo proviene dal giardiniere e botanico Libereso Guglielmi, grande amico di Calvino, mentre la trama deriva da un racconto che l'autore ascoltò da Salvatore Scarpitta una sera del 1950 all'Osteria Fratelli Menghi in Via Flaminia 57 a Roma.

## Trama
La storia è ambientata nel Settecento, ed è narrata da Biagio, fratello minore del protagonista, Cosimo Piovasco di Rondò. Il giovane, rampollo di una famiglia nobile ligure di Ombrosa, all’età di dodici anni, in seguito a un litigio con i genitori per un piatto di lumache, si arrampica su un albero del giardino di casa dichiarando di non volerne più discendere per il resto della vita. Cosimo dimostra ben presto che il suo non è solo un capriccio, spostandosi solo attraverso boschi e foreste e costruendosi a poco a poco una dimensione quotidiana anche sugli alberi.
Il protagonista conosce una ragazzina di nome Viola, figlia di nobili anche lei, e se ne innamora. Poco dopo però Viola parte per il collegio e i due non si rivedranno più per diversi anni. In seguito, Cosimo diventa popolare presso gli abitanti delle terre dei Rondò e trova un fedele amico nel cane Ottimo Massimo (di cui si scoprirà che una volta apparteneva a Viola e che si chiamava Turcaret). 
Lo stile di vita di Cosimo si trasforma in un percorso di formazione e maturazione: egli conosce i ragazzini popolani, fa amicizia col bandito Gian de' Brughi (che morirà impiccato), studia la filosofia, arrivando a conoscere Voltaire per lettera, guida un attacco contro i pirati turchi, aiuta dei nobili spagnoli, i quali vivono anch'essi sugli alberi in una città chiamata Olivabassa, e forma una squadra di vigili del fuoco per prevenire gli incendi boschivi. Cosimo diventa la figura più popolare delle terre di Rondò
Il ritorno di Viola dal collegio fa avere a Cosimo una gioia immensa, ma temporanea a causa delle gelosie tra il protagonista e l’amata, che alla fine sposerà un nobile inglese e abbandonerà Cosimo. Nel frattempo anche a Ombrosa si sente parlare della Rivoluzione francese e dell'esperienza travolgente di Napoleone Bonaparte: Cosimo, dopo tentativi di sollevare la popolazione locale, incontra il generale, rimanendone però deluso. Anziano e provato dagli anni sugli alberi, Cosimo non si arrende e non scende a terra, rispettando fino all’ultimo la propria promessa. Al passaggio di una mongolfiera, si aggrappa all'ancora e scompare all'orizzonte, gettandosi infine in mare.

## Personaggi
Cosimo Piovasco di RondòIl protagonista della storia all'inizio è un ragazzino di dodici anni figlio di una famiglia nobile; nel corso del racconto diventerà barone in seguito alla morte del padre. È forte e rapido nello spostarsi da un albero all'altro, mangia il cibo donato dagli abitanti del luogo e ciò che riesce a cacciare, veste indumenti fatti da sé secondo necessità, sua dimora sono gli immensi boschi del tempo. È testardo e irremovibile nelle sue decisioni e ha il coraggio di ribellarsi inizialmente ai suoi genitori e in seguito al mondo intero. Le sue virtù più forti sono la costanza, che ha sin da bambino, e l'orgoglio, tanto che non vorrà toccare terra neanche da morto, per essere sepolto. Pregi di Cosimo sono l'altruismo, la positività, l'apertura a idee nuove, la capacità e la naturalezza con cui riesce a convincere le persone, spesso diverse tra loro, a perseguire uno scopo comune.
ViolaIl suo nome completo è Violante ed è figlia dei Marchesi d'Ondariva, vicini della famiglia di Cosimo. Ha un carattere incostante: in alcune occasioni è infantile e in altre è molto matura. È opportunista e spesso Cosimo e i suoi amici non sanno se manterrà le sue promesse. Si fa desiderare, si mette in mostra ed è estremamente viziata. Sarà però l'unico vero amore di Cosimo, fin dal primo giorno che la vedrà. Tornata dal collegio sembra cambiata: sarà fedele al Barone, fino a quando lo abbandonerà a causa di gelosie e incomprensioni tra i due.
Per la creazione di Viola, Calvino ha dichiarato, in un'intervista a Maria Corti del 1985, di essersi ispirato a Pisana, la giovinetta di cui è innamorato il protagonista de Le confessioni d'un italiano, di Ippolito Nievo.
BiagioVoce narrante e fratello minore di Cosimo, più piccolo di quattro anni. È suo fedele e assiduo compagno di giochi e di vita, continuando ad assecondarlo e ad assisterlo. Non ha un'indole ribelle e obbedisce agli ordini senza lamentarsi; è inoltre altruista e molto attaccato al fratello. Nel romanzo tuttavia ha sempre una posizione neutrale o irrilevante. Per creare Biagio, Calvino si è ispirato al proprio fratello minore Floriano.
Arminio Piovasco di RondòPadre di Cosimo, barone d'Ombrosa. È un uomo distinto, ma anche schizzinoso e ambizioso, tuttavia 'fuori tempo' in un modo che ai figli sembra ridicolo, alla luce dei cambiamenti politici in corso. È preoccupato della successione del suo titolo e tiene molto alla propria immagine. Aspira alla carica di duca d'Ombrosa, ma non riuscirà ad ottenerla. Dopo che il suo primogenito si arrampica sugli alberi è restio a farsi vedere per la vergogna e teme per le conseguenze dinastiche che il fatto avrebbe provocato. Qualche mese prima della sua morte, viene a conoscenza, da parte di molti Ombrosotti, di voci assai gentili e di rispetto devoto verso il figlio primogenito, tanto che, in un secondo tempo, apprezza la creatività del figlio, regalandogli una pregiata "spada", preziosissima e originaria della Dinastia dei Piovasco di Rondò. Dopo quest'episodio passa l'ultima parte della sua vita perdendo ogni attaccamento ad essa, chiuso in casa fino a trovare pace nella morte. Per creare Arminio, Calvino si è ispirato al proprio padre Mario.
Generalessa Corradina Von KurtewitzMadre di Cosimo, ha vissuto l'infanzia al seguito del padre che se la portava dietro quando andava in battaglia. È autoritaria e usa modi a volte bruschi, ma è premurosa e si prende cura, a distanza, del figlio, con amore materno, e con lui specie negli ultimi anni cerca e crea un forte rapporto. Muore in seguito ad un attacco d'asma. Per creare Corradina, Calvino si è ispirato a sua madre Eva.
BattistaSorella di Cosimo, è stata costretta a vivere da "monaca di casa" da suo padre, dopo il fallimento del suo fidanzamento col "Marchesino", accusato di averla aggredita, anche se il giorno della presunta aggressione fu lui, e non la ragazza, a gettare un grido di terrore. È anch'essa una ribelle, a suo modo, ed esprime la frustrazione per il suo stato in cucina, dove prepara minuziosamente pietanze, la maggior parte delle volte disgustose ed esibizioniste, con ingredienti insoliti e volutamente indigesti. Sposerà anni dopo il Contino d'Estomac.
Abate FauchelafleurVecchietto sciupato e raggrinzito che viveva con la famiglia dei Rondò. Si prendeva cura come aio dei due fratelli, ma senza una vera disciplina, per cui i ragazzini riuscivano, con lui, sempre a farla franca. Finisce la sua vita fra carcere e convento, in quanto viene scoperto in possesso di libri proibiti, destinati a Cosimo, cui faceva da intermediario nell'acquisto di pubblicazioni legali o meno.
Cavalier Avvocato Enea Silvio CarregaAmministratore dei poderi dei Piovasco di Rondò e fratellastro di Arminio. Sta sempre sulle sue, non si conosce molto del suo passato tranne che ha soggiornato per molto tempo alla corte del sultano ottomano, che è diventato un esperto di idraulica ed è coinvolto in diverse vicende. Sembra che non abbia la parola perché parla raramente e si mostra assai distaccato. Connivente coi pirati turchi che razziano regolarmente le navi di Ombrosa, riesce a scappare dall'assalto guidato proprio da Cosimo contro la base dei pirati. Morirà decapitato mentre cerca di salire su una barca dei pirati turchi, sognando di raggiungere Zaira, forse una donna, forse la figlia, lasciata nell'Impero Ottomano.
Gian dei BrughiBrigante che viene salvato da Cosimo, il quale, vedendolo inseguito dai gendarmi, lo invita a nascondersi sull'albero con lui. Da questo incontro nasce un rapporto simile all'amicizia tra i due: il brigante, stanco di essere tale, si fa prestare libri da Cosimo, che inizialmente glieli dà volentieri, ma successivamente inizia a stancarsi della petulanza delle richieste e del pessimo stato in cui Gian glieli riconsegna. Verrà giustiziato per impiccagione dopo un fallito tentativo di rapina.
NarratoreIl narratore è Biagio, il fratello minore di Cosimo, quindi il libro ha un narratore interno alla storia. Nel romanzo Biagio afferma di raccontare ciò che il fratello gli ha narrato, per cui i suoi racconti non sono del tutto veri, ma contengono diversi elementi fiabeschi aggiunti da Cosimo, il quale amava raccontare delle sue avventure alla gente, sempre aggiungendo nuovi particolari di propria invenzione. Infatti Biagio, durante tutta la narrazione, fa diversi interventi per spiegare queste fantasie e discordanze. Fa eccezione il capitolo XXVII, quasi interamente narrato in prima persona da Cosimo.

## Ambientazione
La narrazione attraversa tutto il periodo della Rivoluzione francese iniziando nel ventennio immediatamente precedente e concludendosi in piena Restaurazione. La storia inizia il 15 giugno 1767, quando Cosimo ha 12 anni, e finisce con la scomparsa di Cosimo durante l'inverno a 65 anni, nel 1820.

## Rielaborazioni
- 1979 - Melologo per voce recitante e piccola orchestra, musica di Franco Pisciotta.

## Edizioni
- Italo Calvino, Il barone rampante, Einaudi, "I coralli", 1957.
- Italo Calvino, Il barone rampante, Garzanti, 1985,  p. 287.
- Italo Calvino, Il barone rampante, Arnoldo Mondadori editore, 1993,  p. 263, ISBN 978-88-04-37085-7.
- Italo Calvino, Il barone rampante, Einaudi, 1996.
- Italo Calvino, Il barone rampante, Oscar Mondadori, 2010.
- Italo Calvino, Il barone rampante, Oscar Mondadori, 2014.

## Adattamento teatrale
Il Barone Rampante di Italo Calvino, sceneggiatura e regia di Riccardo Frati, produzione Piccolo Teatro di Milano – Teatro d’Europa, ha debuttato il 20 gennaio 2023 nell’anno del centenario dalla nascita di Calvino, ed è stato riprogrammato nelle stagioni 2023/2024 e 2024/2025.

## Riconoscimenti
Nel 1957 il libro ricevette il Premio Viareggio di Narrativa, ex aequo con L'uomo d'oro di Arturo Tofanelli e Valentino di Natalia Ginzburg.